# Шевченкове (Измаилски район)
Вижте пояснителната страница за други значения на Шевченкове.
Шевчéнкове (на украински: Шевчéнкове, [ˈʃɛu̯tʃenkowe]) — е село в южна Украйна, в Измаилски район на Одеска област. Намира се на 63 км от районния център и на 28 км от жп гара Дзинилор. Територията е с равнинен релеф. В радиус от 30 km е концентриран голям клъстер от водни басейни в Дунавския и Северночерноморския басейн. Според преброяването от 2001 г. в селото живеят 5625 души, територията е 6,37 km² (земеделска земя — 98,68 km²), като и по двата показателя е най-голямото село в районна.
Основан през 1790 г. като слобода Карамахмет на Османската империя. Преименувано на село Шевченкове през 14 ноември 1945 г. в чест на поета-кобзар Тарас Шевченко. От 17 юли 2020 г., като част от административната реформа в Украйна, Шевченкове стана част от Измаилски район, в резултат на премахването на Килийския район.

## Галерия
- Дворец на културата
- Куполът на храма Свети Йоан (от 2023 г. — Православна църква на Украйна)
- Сградата на Баптистката църква, която също се нарича Къщата на Евангелието

## История
През 1776 г. до имението на генерала на османската армия Кара Махмета (на османски турски: Kara Mehmet), на брега на потока Течия, се появява първото украинско поселение, основано от казаци семейства от Запорожка Сеч. 23 април 1790 поселение е превърнато в слобода. През 1812 г., след Букурещкия договор, става част от Бесарабска област на Руската империя. През 1856 г., в резултат на Парижкото договора, селището става в състава на държавите, които са били под сюзеренитета на Османската империя: Княжество Молдова (1856–1859), Обединено княжество Влашко и Молдова (1859–1862), Румънски обединени княжества (1862–1866), Княжество Румъния (1866–1878). Слобода се превръща в село, а за жителите въведена трудова повинност и данъци. През 1878 г. според Берлинския договор селото се връща към Бесарабската губерния на Руската империя, а Княжество Румъния получава своята независимост. През 1917 г., след разпадането на Руската империя, селото влиза в състава на самопровъзгласилата се Молдавска демократична република, образувана в бившата Бесарабска губерния. През 1918 г. Кралство Румъния вкарва румънски войски в губернаторството на Бесарабия (включително в село Шевченкове) и е взето решение за присъединяване на Бесарабия към Кралство Румъния. През 1940 г., съгласно пакта „Рибентроп-Молотов“, Съветският съюз присъединява Бесарабия към СССР и селото принадлежи към Украинската ССР. 1941 г., след началото на операция „Барбароса“ от фашистите, селото е окупирано от Кралство Румъния. През 1944 г. по време на втората Яшко-Кишиневска операция съветската армия освобождава селото от фашистите, а през 14 ноември 1945 г. е преименувано на Шевченкове. През 1991 г., след разпадането на Съветския съюз, селото става част от Украйна.

## Население

### Езици
Според преброяването на населението през 2001 г. по-голямата част от населението на Шевченкове е украиноговорещо (96,85%).
| Разпределение на населението по роден език: Украински (96.85%) Руски (1.51%) Румънски (0.73%) Български (0.39%) Цигански (0.25%) Други (0.27%) |